# Åsa Mendel-Hartvig
Åsa Mendel-Hartvig, född 11 april 1977 i Stockholm, är en svensk barnboksförfattare och kommunikatör.

## Biografi
Åsa Mendel-Hartvig debuterade 2010 på Olika förlag med boken Tesslas mamma vill inte tillsammans med illustratören Caroline Röstlund. Hittills har de publicerat nio böcker för de minsta barnen. Sedan 2012 samarbetar Åsa Mendel-Hartvig även med illustratören och altviolinisten Ane Gustavsson, som bland annat illustrerat böcker åt Lennart Hellsing. Tillsammans har de gjort de fyra böckerna om Otis på Natur & Kultur, samt Vakna min kastanj och Drakeld, båda bilderböcker för något äldre barn.
Åsa Mendel-Hartvigs första kapitelbok Siri flyttar till landet kom 2015 på förlaget Schildts & Söderströms, med illustrationer av Cara Knuutinen.
2023 kom hennes första faktabok Djurungar – När vi blev till på Rabén & Sjögren tillsammans med illustratören Matilda Ruta.
Åsa Mendel-Hartvig har studerat litteraturvetenskap, nordiska språk och journalistik. Mellan 2005 och 2013 var hon kommunikationsansvarig på Greenpeace.

### Böcker om Konrad
- Konrads klänning. Linköping: Olika. 2014. Libris 16617627. ISBN 978-91-87413-07-0
- Konrad lussar. Linköping: Olika. 2014. Libris 16617798. ISBN 978-91-87413-08-7
- Konrad och karamellerna. Linköping: Olika. 2015. Libris 18003928. ISBN 978-91-87413-49-0
- Konrad och kalaset. [Linköping]: Olika förlag. 2017. Libris 20863974. ISBN 978-91-87413-41-4
- Konrad klär på sig. [Linköping]: Olika förlag. 2021. Libris cqww4nn992sgth8z. ISBN 9789188613813
- Konrads koja. [Linköping]: Olika förlag. 2022. Libris r671wlcfp7vrwsf3. ISBN 9789189405349

### Övriga
- Tesslas mamma vill inte! (1. uppl., ny utgåva 2014). Linköping: Olika. 2010. Libris 11898157. ISBN 978-91-85845-23-1
- Tesslas pappa vill inte! (1. uppl., ny utgåva 2014). Linköping: Olika. 2011. Libris 12337128. ISBN 978-91-85845-78-1
- Orättvist!. Olika. Linköping: Olika. 2012. Libris 13482416. ISBN 978-91-85845-83-5
- Otis tröstar. Illustratör: Ane Gustavsson. Stockholm: Natur & kultur. 2012. Libris 12477034. ISBN 978-91-27-13267-2
- Otis vantar. Illustratör: Ane Gustavsson. Stockholm: Natur & kultur. 2013. Libris 14002498. ISBN 978-91-27-13475-1
- Otis längtar. Illustratör: Ane Gustavsson. Stockholm: Natur & kultur. 2014. Libris 14741354. ISBN 978-91-27-13734-9
- Vakna min kastanj. Stockholm: Natur & kultur. 2014. Libris 16467005. ISBN 978-91-27-13696-0
- Otis bråkar. Illustratör: Ane Gustavsson. Stockholm: Natur & kultur. 2015. Libris 17064772. ISBN 978-91-27-14084-4
- Siri flyttar till landet. Illustratör: Cara Knuutinen. Helsingfors: Schildts & Söderströms. 2015. Libris 18518908. ISBN 978-951-52-3687-6
- Drakeld. Illustratör: Ane Gustavsson. Stockholm: Natur & kultur. 2016. Libris 19082167. ISBN 978-91-27-14419-4
- Sagor om Siri. Illustratör: Cara Knuutinen. Helsingfors: Schildts & Söderströms. 2017. Libris 19956305. ISBN 978-951-52-4141-2
- Titta havet. Illustratör: Maija Hurme. [Linköping]: Olika förlag AB. 2017. Libris 19922152. ISBN 978-91-88347-33-6
- Titta natten. Illustratör: Maija Hurme. [Linköping]: Olika förlag AB. 2017. Libris 20857928. ISBN 978-91-88347-35-0
- Titta parken. Illustratör: Maija Hurme. [Linköping]: Olika förlag AB. 2017. Libris 20857889. ISBN 978-91-88347-34-3
- Titta skogen!. Illustratör: Maija Hurme. [Linköping]: Olika Förlag. 2017. Libris 19924587. ISBN 978-91-88347-41-1
- Djurungar - När vi blev till. Illustratör: Matilda Ruta. Rabén & Sjögren. 2023. Libris vbcrkdhrsn4lnts8. ISBN 9789129735154

### Dramatik
- Blåkepsen och Vargluvan (2021), föreställning på Uppsala stadsteater.[5][6]